# Phyllotelmatoscopus
Phyllotelmatoscopus is een muggengeslacht uit de familie van de motmuggen (Psychodidae).

## Soorten
- P. acutus (Krek, 1971)
- P. calcifer Vaillant, 1991
- P. decipiens (Eaton, 1893)
- P. longipennis (Krek, 1972)